# Ben Ratliff
Ben Ratliff (* 1968 in New York City) ist ein US-amerikanischer Journalist, Musikkritiker und -autor.
Ben Ratliff, Sohn einer englischen Mutter und eines amerikanischen Vaters, wuchs in London und im Rockland County im Bundesstaat New York auf. Ab 1996 schrieb er regelmäßig über Popmusik und Jazz für die New York Times. 2016 verließ er die Zeitung, nachdem diese ihre Jazz-Berichterstattung deutlich reduziert hatte. Ratliff veröffentlichte drei Bücher, The Jazz Ear: Conversations Over Music (2008), Jazz: A Critic’s Guide to the 100 Most Important Recordings (2002) und eine Biografie über John Coltrane (The Story of a Sound, 2007), die Finalist für den National Book Critics Circle Award war. Seine Artikel erschienen auch in Granta, Rolling Stone, Spin, The Village Voice, Slate und Lingua Franca. Außerdem schrieb er die Liner Notes für eine Reihe von Alben, wie By the Law of Music von Matthew Shipp. 2005 erhielt er für Besondere Leistungen im Schreiben den Helen Dance-Robert Palmer Award der Jazz Journalists Association. Für seine Liner Notes zu The 1960 Time Sessions vom Sonny Clark Trio erhielt er 2018 eine Grammy-Nominierung.

## Publikationen (Auswahl)
- The New York Times Essential Library: Jazz. Times Books, New York 2002,  ISBN 0-8050-7068-0.
- Coltrane: The Story of a Sound. Farrar, Straus and Giroux, New York 2007.
  - Coltrane. Siegeszug eines Sounds. Hannibal Verlag, Höfen 2008, ISBN 978-3-85445-290-4.